# Siedliska (Bobowa)
Siedliska ist ein Dorf der Gemeinde Bobowa im Powiat Gorlicki der Woiwodschaft Kleinpolen in Polen.

## Geographie
Der Ort liegt am rechten Ufer des Flusses Biała im Ciężkowice-Gebirge. Die Nachbarorte sind die Stadt Bobowa im Südwesten, Sędziszowa im Nordwesten, Zborowice im Norden, Staszkówka im Nordosten, Biesna im Osten, sowie Stróżna im Süden.

## Geschichte
Der Ort wurde 1325/1326 als die Pfarrei [Gregorius plebanus ecclesiae] Sidlisicz im Peterspfennigregister im Dekanat Nowy Sącz (Neu Sandez) des Bistums Krakau erstmals urkundlich erwähnt.

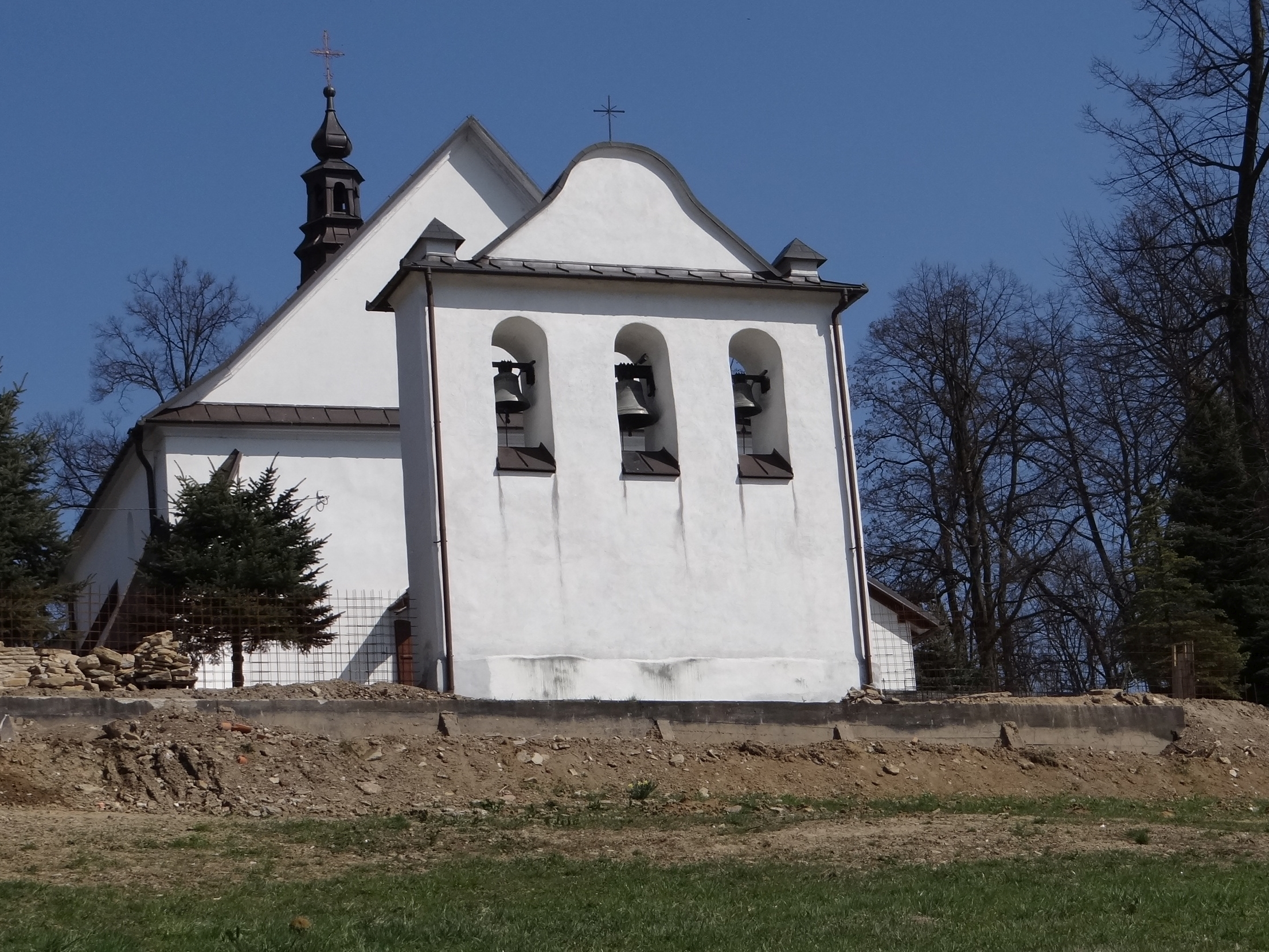
Alte Kirche aus dem 14. Jahrhundert

Politisch und administrativ gehörte das Dorf zum Königreich Polen (ab 1569 in der Adelsrepublik Polen-Litauen), Woiwodschaft Krakau, Kreis Biecz. Die Ortskirche wurde in der Zeit der Reformation unter die Familie Jordan ab dem Jahr 1561 bis 1595 zum Sitz zunächst einer helvetischen, später einer arianischen Gemeinde, d. h. der Polnischen Brüder.
Bei der Ersten Teilung Polens kam Siedliska 1772 zum neuen Königreich Galizien und Lodomerien des habsburgischen Kaiserreichs (ab 1804).

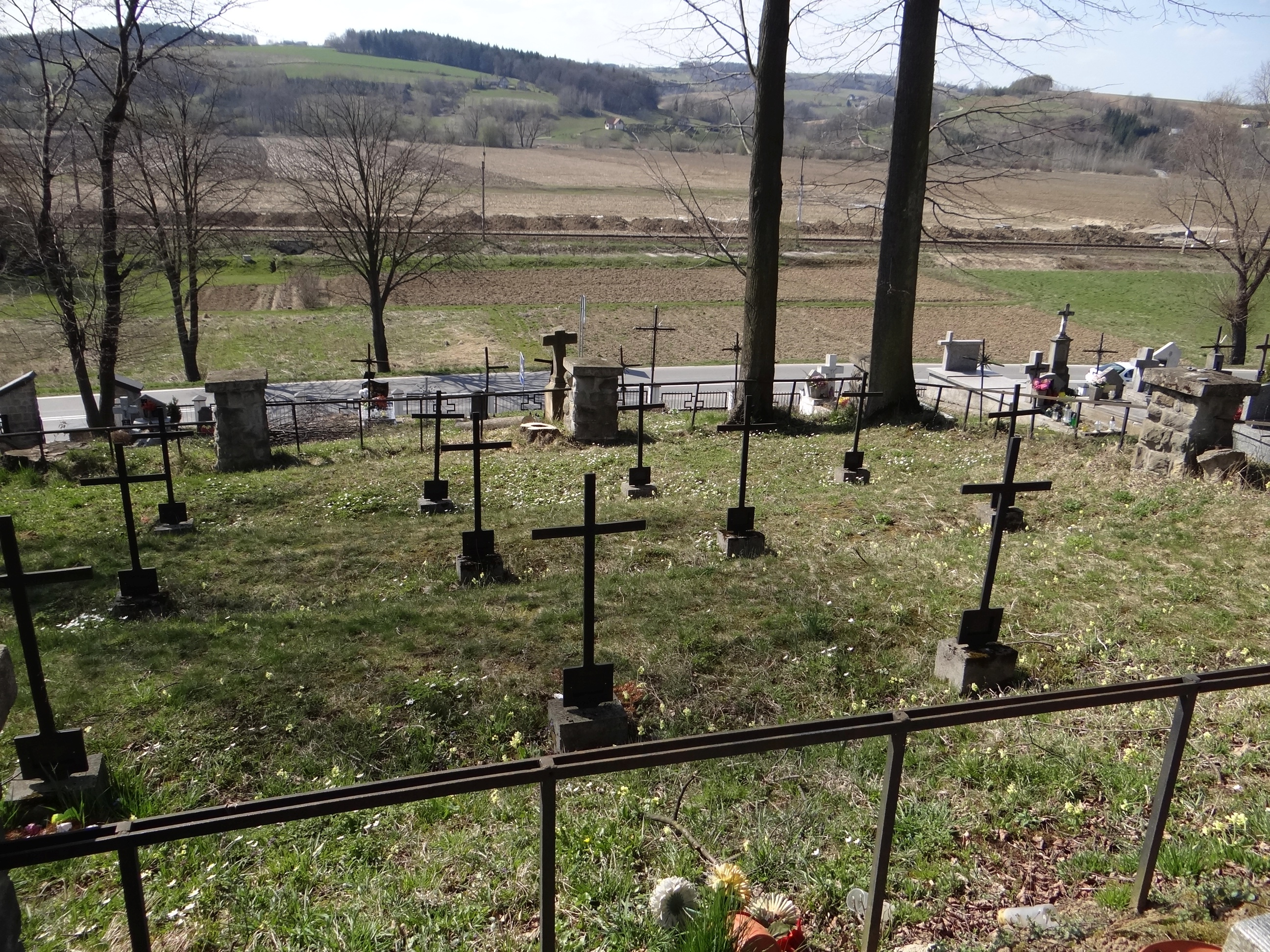
Soldatenfriedhof #134 aus dem Ersten Weltkrieg

1918, nach dem Ende des Ersten Weltkriegs und dem Zusammenbruch der k.u.k. Monarchie, kam Siedliska zu Polen. Unterbrochen wurde dies nur durch die Besetzung Polens durch die Wehrmacht im Zweiten Weltkrieg.
Von 1975 bis 1998 gehörte Siedliska zur Woiwodschaft Nowy Sącz.

## Sehenswürdigkeiten
- Alte Holzkirche, um 1525 gebaut[1]